# هانری مارتین

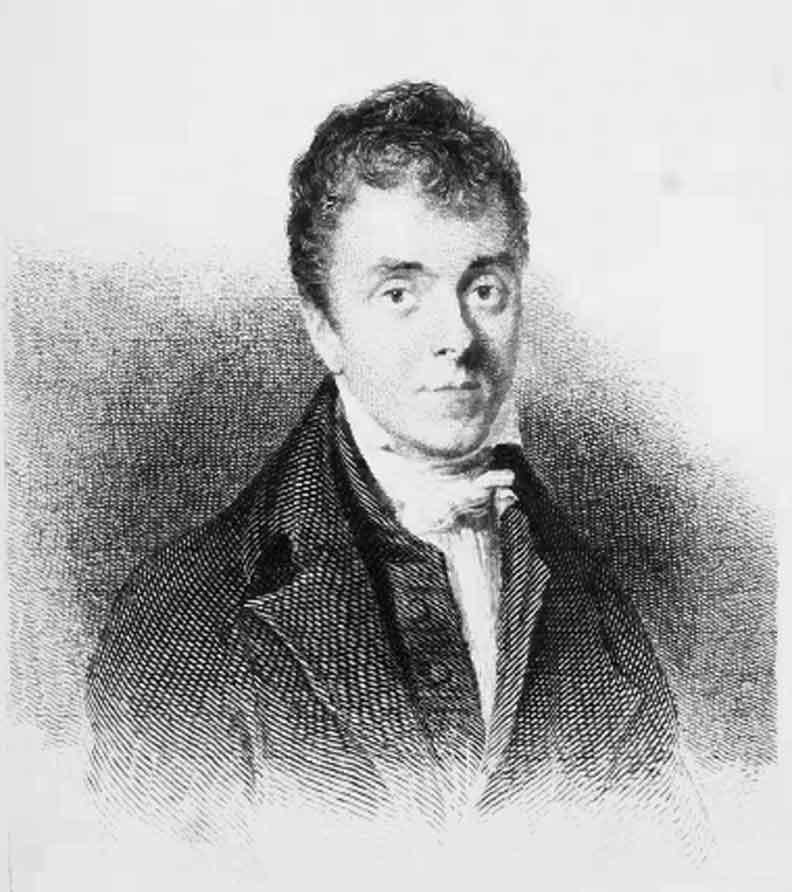
نگاره‌ای از هانری مارتین، کشیش انگلیسی

هانری مارتین (به انگلیسی: Henry Martyn) ‏(۱۷۸۱ – ۱۸۱۲) معروف به «پادری» کشیش انگلیسی مسیحی است که در ژوئن ۱۸۱۱ میلادی مطابق با ۱۲۲۶ قمری به منظور ویرایش و تصحیح ترجمهٔ خود از عهد جدید، از هند به بوشهر و از آن‌جا شیراز آمد. در مدت کمتر از یک سال که ساکن شیراز بود، به مناظره با یکی از علمای آن شهر اقدام کرد و رساله‌ای با عنوان میزان الحق منتشر نمود. این رساله گاهی با «میزان الحق در رد نبوّت پیامبر اسلام» اثر فاندر اشتباه گرفته شده‌است. این اثر مارتین بارها از سوی علمای شیعی رد شد تا جایی که «رد بر پادری» به عنوان یک ژانر در ادبیات دینی سده‌ی سیزدهم هجری بدل شد. علمای بزرگی همچون: محمدحسین اصفهانی(حسین‌علیشاه)، ملا احمد نراقی، ملا علی نوری، میرزای قمی و کوثر همدانی بر مارتین ردیه نوشتند.

## پاسخ به اشکالات
ملااحمد نراقی برای نوشتن ردیه به شبهات او، ده تن از خاخام های کاشان را دعوت کرد و تعدادی از عبارات عهد عتیق و آثار مربوط به دین یهود را به فارسی برگرداند و کتاب سیف الامة و برهان الملة را نوشت. این کتاب به زبان فارسی ست و دو بار در ایران به چاپ رسیده. فهرست کامل ابتدای آن توسط فرزند مصنف، ملا محمد نراقی که در سال ۱۲۹۷ از دنیا رفت نوشته شده است.
همچنین سیف الامه اخیراً در قم توسط بوستان کتاب چاپ شده است.